# Filippo Evans
Filippo Evans, in inglese Philip Evans (Monmouth, 1645 – Cardiff, 22 luglio 1679), è stato un religioso gallese; martire per la fede, è venerato come santo dalla Chiesa cattolica e ricordato come uno dei santi quaranta martiri di Inghilterra e Galles.

## Biografia
Nato nella contea gallese del Monmouthshire in una famiglia cattolica, entrò in seminario al Collegio di Saint-Omer, nelle Fiandre. Terminati gli studi, il 7 settembre 1665, fu ammesso come novizio nella Compagnia di Gesù nella vicina Watten. Rimase nelle Fiandre altri dieci anni. Nel 1675 fu ordinato sacerdote a Liegi e chiese subito di essere inviato in missione in Galles.
Sbarcato nel Galles meridionale con il falso nome di «capitan Evans» iniziò a svolgere la sua missione di evangelizzare e confortare i fratelli nella fede. Era pronto ad affrontare qualsiasi pericolo, ma per quattro anni non fu tormentato dalle autorità.
Fu denunciato nel novembre 1678, nel pieno delle persecuzioni anti-cattoliche scatenate dal cosiddetto «complotto papista», il falso intrigo architettato dal reietto Titus Oates. Un cacciatore di sacerdoti, John Arnold, offrì una ricompensa di 200 sterline (una somma enorme per quei tempi) per chi faceva arrestare dei presbiteri cattolici. Nonostante l'incombente pericolo, padre Evans si rifiutò categoricamente di abbandonare il proprio gregge e fu arrestato nella casa dell'amico Christopher Turberville, a Sker (contea di Glamorgan) il 4 dicembre 1678. Venne rinchiuso nella prigione del castello di Cardiff. Gli fu promessa la libertà se avesse pronunciato il Giuramento di fedeltà, ma non accettò. Nella sua cella vi era anche don John Lloyd, un sacerdote cattolico (oggi santo) che era riuscito ad amministrare i sacramenti clandestinamente per 24 anni. I due strinsero una solida amicizia.

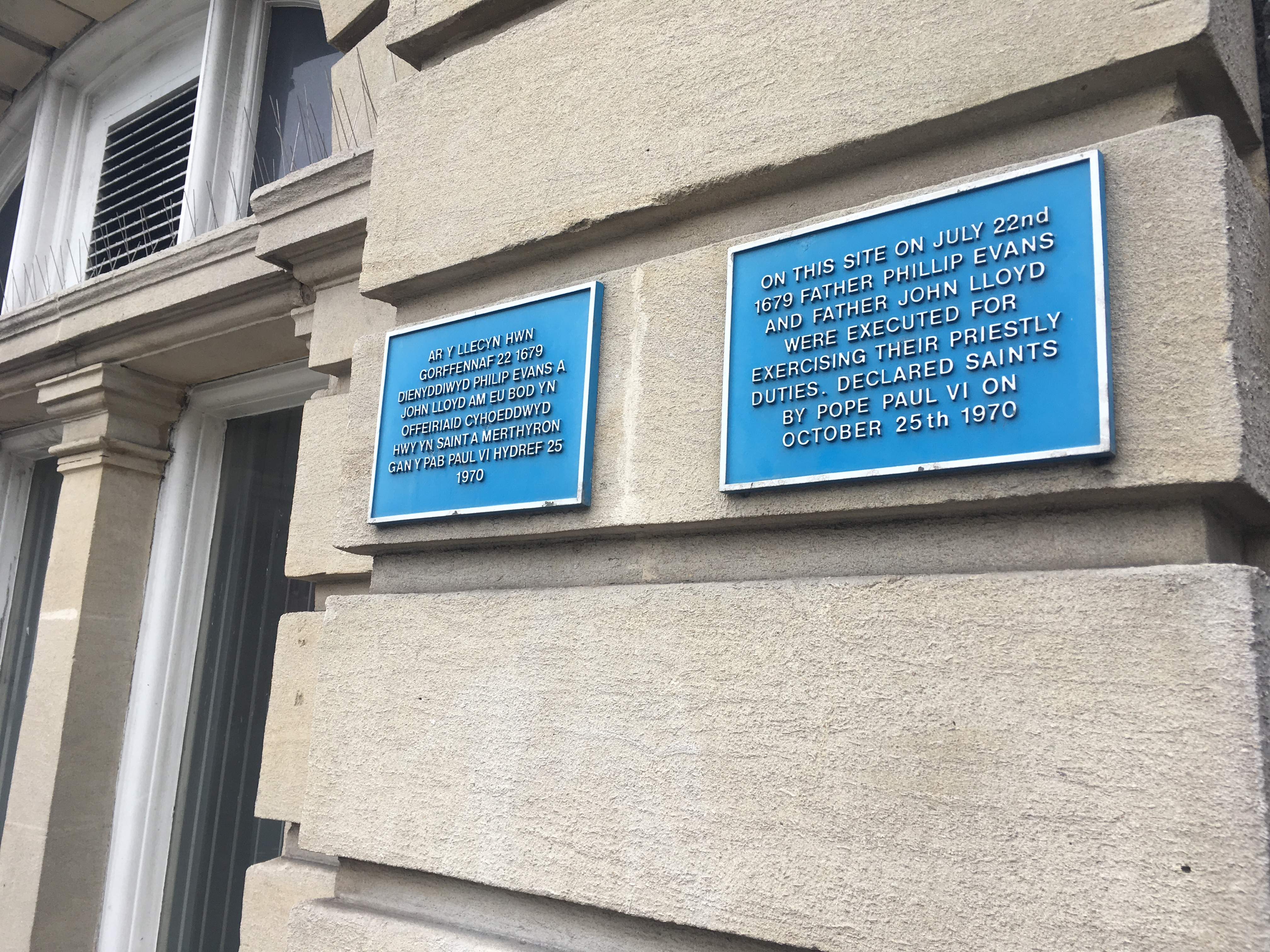
La targa posta a Cardiff in ricordo dei martiri Filippo Evans e John Lloyd. È scritta in gallese e in inglese

Durante la loro prigionia le autorità cercarono le prove per incriminare e giustiziare i due sacerdoti. Dopo cinque mesi di ricerche furono trovati tre testimoni compiacenti. Al processo, che ebbe luogo il 5 maggio 1679, né lui né il confratello vennero accusati di essere stati membri della fantomatica congiura. Ciò non di meno Evans e Lloyd vennero accusati di essere sacerdoti cattolici, e perciò di aver violato le disposizioni di legge. Dichiarati colpevoli di alto tradimento, capo d'imputazione architettato ad hoc contro i cattolici, vennero condannati alla pena capitale per impiccagione, sventramento e squartamento.

L'esecuzione fu rimandata di alcune settimane. In quel periodo molte persone si recarono a visitare i due presbiteri in carcere e chiesero una benedizione. Essi esortarono quanti erano andati a salutarli ad essere costanti nella fede e pazienti nella sofferenza.
Il 22 luglio 1679 padre Filippo e padre John furono prelevati dalla cella e condotti a nord di Cardiff, presso il luogo dell'esecuzione. Il primo a patire il supplizio fu Evans, che si rivolse alla folla, in gallese e inglese, per dire:
Oggi a Cardiff, all'incrocio noto come death junction ("l'incrocio della morte") tra Crwys Road e Richmond Road, una targa ricorda i due martiri.

## Culto
Padre Philip Evans venne dichiarato beato da papa Pio XI il 15 dicembre 1929 e papa Paolo VI lo proclamò santo il 25 ottobre 1970 insieme a John Lloyd.
La sua memoria liturgica cade il 22 luglio.